# El Ogla (Tébessa)
El Ogla (în arabă العقلة) este o comună din provincia Tébessa, Algeria.
Populația comunei este de 17.797 de locuitori (2008).